# Instituts Trasenster

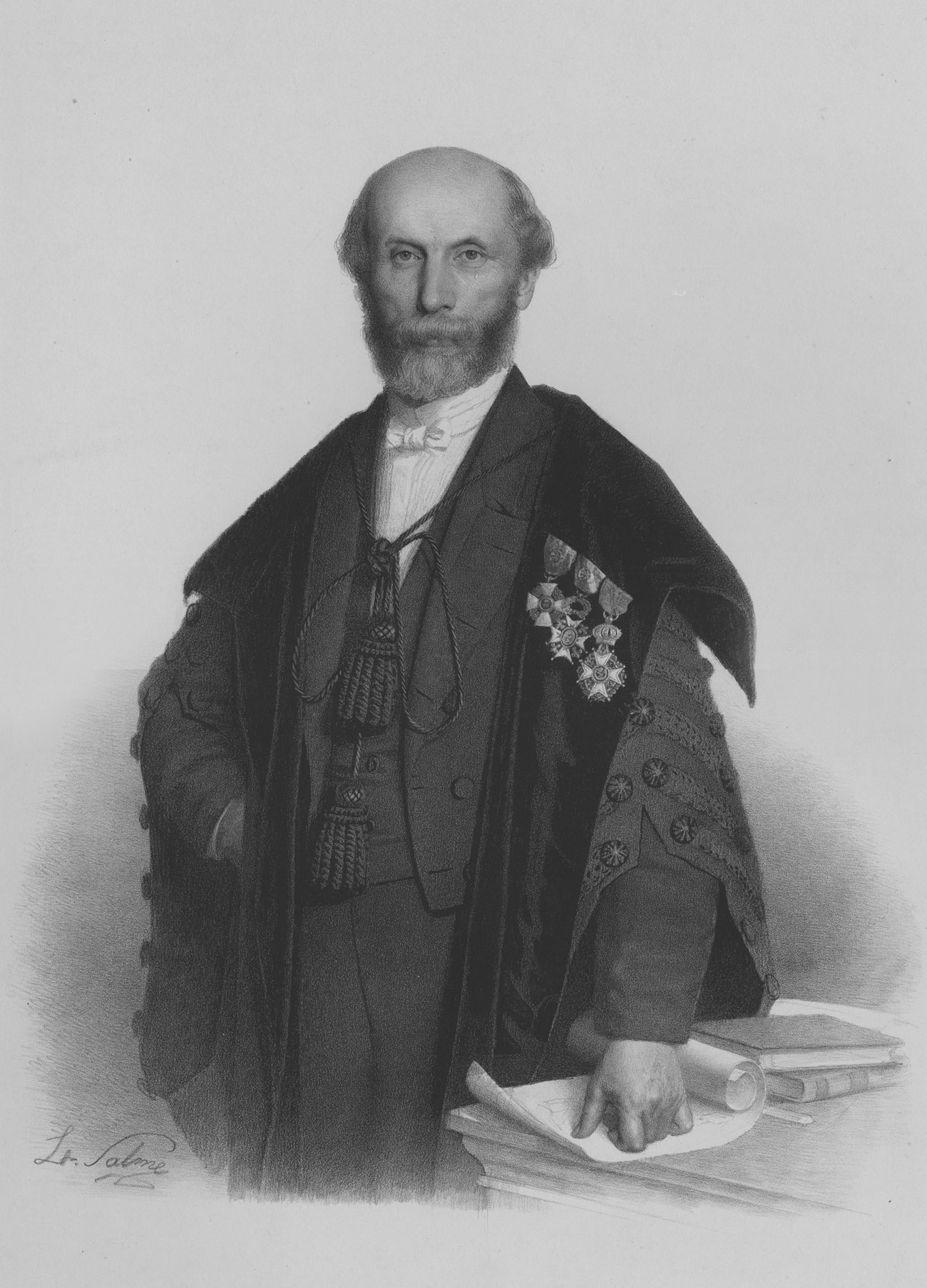
Jean-Louis Trasenster, recteur de l'université de Liège lors de la création des instituts éponymes.

Les instituts Trasenster sont les huit instituts scientifiques de l'université de Liège créés durant la décennie 1880 sous le rectorat de Jean-Louis Trasenster.

## Historique
En 1879, le ministre liégeois Walthère Frère-Orban, alors chef du gouvernement, fait voter un important budget par le parlement pour doter les deux universités d'État, Liège et Gand, fondées par Guillaume Ier des Pays-Bas, de moyens dignes de leurs ambitions
,. Pour l'université de Liège, des bâtiments sont construits pour héberger huit nouveaux instituts. La plupart sont érigés au centre-ville et sont l'œuvre de l'architecte liégeois Lambert Noppius. Il s'agit de :
- l'institut d'Astrophysique à l'Observatoire de Cointe, complexe de style néo-Tudor (néo-médiéval) inauguré en 1882[3] ;
- l'institut de Pharmacie, rue Fusch, bâtiment de style néo-classique inauguré en 1883 (coût : 343 000 francs)[4] dans le Jardin botanique ;
- l'Institut de Botanique, bâtiment de style néo-classique situé à côté du précédent, inauguré en 1883 ;
- l'Institut d'Anatomie, rue de Pitteurs, bâtiment de style néo-classique (1885) ;
- l'Institut de Physiologie, place Delcour, bâtiment de style néo-classique (1888) ;
- l'Institut de Zoologie, quai Édouard van Beneden, bâtiment de style néo-classique inauguré en 1888 ;
- l'Institut de Chimie, quai Roosevelt (1888) bâtiment de style néo-classique de l'architecte Laurent Demany.
- l'Institut électrotechnique Montefiore, créé en 1883 et installé rue Saint-Gilles en 1891 dans l'ancienne école Normale des Humanités transformée par Paul Jaspar (1858-1945). Cet institut doit beaucoup au sénateur Georges Montefiore-Levi[5].

Ces bâtiments, qui existent encore au début du XXIe siècle, font partie du patrimoine architectural monumental de la cité ardente. L'université les a progressivement désertés ou réaffectés, un siècle après leur construction, pour regrouper ses activités scientifiques sur les hauteurs du Sart Tilman.